# Stephanopis ahenea
Stephanopis ahenea is een spinnensoort uit de familie van de krabspinnen (Thomisidae).
De wetenschappelijke naam van de soort werd in 1946 gepubliceerd door Benedicto Abílio Monteiro Soares & Hélia Eller Monteiro Soares.